# FSTL1
La FSTL1 ou Follistatine-like 1, aussi appelé TSC-36, est une glycoprotéine dont la structure est proche de celle de la follistatine. 

## Mode d'action
Il est sécrété par le cœur et aurait une action anti-apoptose. Sur un modèle animal, elle limiterait la survenue d'une hypertrophie ventriculaire gauche en cas de surcharge de pression, probablement en jouant sur la voie de l'AMPK (protéine kinase AMP-dépendante). De même, elle limiterait les lésions en cas d'ischémie myocardique expérimentale.
Il est exprimé également dans le muscle squelettique et stimulerait la formation de vaisseaux sanguins angiogenèse en cas de stress ischémique faisant intervenir la voie du NO.
Son récepteur cardiaque serait le DIP2A (Disco-interacting protein 2 homolog A).

## En médecine
Son taux s'élève en cas d'insuffisance cardiaque et se normalise après récupération. Au niveau cellulaire, il est exprimé dans les cardiomyocytes, les cellules musculaires lisses des vaisseaux et l'endothélium.
Son taux sanguin peut être mesuré et il est élevé lors d'un syndrome coronarien aigu.